# انی‌دسک
انی‌دسک (به انگلیسی: AnyDesk)، یک نرم‌افزار دسکتاپ راه دور منبع بسته است که توسط «AnyDesk Software GmbH» توزیع شده است. برنامه نرم‌افزاری اختصاصی، مستقل از پلتفرم، دسترسی از راه دور به رایانه‌های شخصی و سایر دستگاه‌هایی که برنامه میزبان را اجرا می‌کنند، فراهم می‌کند. این نرم‌افزار در حال حاضر بر روی بیش از ۵۰۰ میلیون دستگاه در چندین پلتفرم نصب شده است. این نرم‌افزار، قابلیت کنترل از راه دور، انتقال فایل و شبکه خصوصی مجازی (VPN) را ارائه می‌دهد.